# 永从城墙
永从城墙为明清永从县城城墙，位于中国贵州省黔东南苗族侗族自治州黎平县南、永从镇永从村。
该城位于永从河（又名福禄江）与其支流归溪河交汇处的溪谷中，始建于明万历二十一年（1593），初为土城，清乾隆八年（1743）改石城，光绪时重修。城周三百丈（约960米），高一丈五尺（约4.8米），宽七尺（约2.24米），设城门四座，分别为东门揆文门、西门奋武门、南门承流门和北门拱京门，1949年后拆作基建，今仅存残迹。